# Olegario Víctor Andrade
Olegario Víctor Andrade (* 6. März 1839 in Alegrete, Brasilien; † 30. Oktober 1882 in Buenos Aires) war ein argentinischer Schriftsteller, Journalist und Politiker.

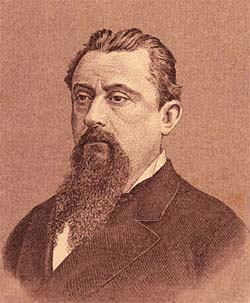
Olegario Víctor Andrade

## Leben
Während der politischen Unruhen (Mai-Revolution) flüchtete seine Familie aus der Heimat Gualeguaychú (Entre Ríos) nach Alegrete in Brasilien. Seine Eltern starben 1845 in Gualeguaychú, als sie versuchten dort wieder Fuß zu fassen. Gefördert und unterstützt von einem Freund der Familie, Justo José de Urquiza, konnte Andrade das Colegio del Uruguay in Concepción del Uruguay (Entre Ríos) besuchen. Diese Schule war 1849 von Urquiza gegründet worden und Andrade war einer der ersten Schüler dort.
1857 heiratete Andrade mit 18 Jahren. Seinen Lebensunterhalt bestritt er als Journalist; zeitweise fungierte er auch als Chefredakteur der Zeitung „Tribuna“. 1860/61 fungierte Andrade als Privatsekretär für Präsident Santiago Derqui.
1878 wurde er Abgeordneter in der Argentinischen Abgeordnetenkammer für die Partido Autonomista.
Mit 43 Jahren starb Olegario Victor Andrade am 30. Oktober 1882 in Buenos Aires und fand seine letzte Ruhestätte auf dem Friedhof La Recoleta (Buenos Aires).

## Rezeption
Der zeitgenössischen Literaturkritik galt Andrade als einer der wichtigsten Dichter Argentiniens. Der spanische Schriftsteller Juan Valera stellte Andrade noch über André Bello und José Joaquín de Olmedo. Und der Literaturkritiker Marcelino Menéndez y Pelayo empfahl jedem Leser Andrades Gedichte „... laut und klingend vorzutragen und ihnen mit Kanonendonner Applaus zu spenden“. Heute (2010) wird sein Werk – überfrachtet mit Gedanken an Freiheit und Fortschritt in Barock anmutender Rhetorik – eher milder beurteilt.
Andrades wichtigste Gedichte sind Prometeo, seinem Vorbild Victor Hugo gewidmet und nach eigenem Bekunden ein „... Gesang auf den menschlichen Geist“ und sein romantisches fortschrittsgläubiges Epos La Atlántida (ebenfalls von Victor Hugo inspiriert), indem er die geschichtliche Entstehung der Menschheit nachzuzeichnen versucht. Andrades Berühmtheit stammte hauptsächlich von diesen beiden Werken.
Richard Ludloff veröffentlichte 1910 einen ausführlichen Lebenslauf.

## Werke
- La arpa perdida (Text online)
- Prometheus („Prometeo“). Pierson. Leipzig 1910 (Argentinische Dichtungen; 1).
- Poema a Paysandú.
- La Atlántida. 1881.
- El nido de los cóndores.
- Las dos políticas. 1886 (Essays).